# Aniptodera longispora
Aniptodera longispora är en svampart som beskrevs av K.D. Hyde 1990. Aniptodera longispora ingår i släktet Aniptodera och familjen Halosphaeriaceae.   Inga underarter finns listade i Catalogue of Life.